# حزب بوتان الوطني
حزب بوتان الوطني هو حزب سياسي بوتاني سابق تم تشكيله لخوض الانتخابات العامة لعام 2008 في الدولة الواقعة في جبال الهيمالايا. كان الحزب تحالفًا من موظفين مدنيين سابقين ومسؤولي دفاع ورجال أعمال. 

كما أشار صحفي في آسيا سنتينل:
نحن بالتأكيد بحاجة إلى ثلاثة أحزاب سياسية موثوقة على الأقل، وإلا فقد تكون الدولة في وضع يضطر فيه الناخبون إلى اختيار واحد من بين أسوأ مرشحيّن  .